# Gartenkalender
Als Gartenkalender wird in der Regel eine nach Monaten oder Kalenderwochen geordnete Übersicht anfallender Gartenarbeiten und der Pflanzenkunde bezeichnet. Meist versehen mit einem Kalendarium mit Notizen und Tabellen für den praktischen Gebrauch.
Waren Gartenkalender früher nur als Druckwerk erhältlich, so gibt es im Zeitalter des Internets auch Online-Gartenkalender.

## Einsatzbereiche
Im wirtschaftlichen Bereich kommt der klassische Gartenkalender eher seltener zum Einsatz, da Gärtnereien und andere Forst- und Landwirtschaftsbetriebe auf unternehmensinterne Produktionsplanungen zurückgreifen. Hier werden die Abläufe eher durch routinierte und fest terminierte Produktionswege gesteuert, als dass eine individuelle Planung anhand eines Gartenkalenders vonnöten wäre.
In der privaten Gartenpflege kann ein Gartenkalender als hilfreiche Informationsquelle dienen. Er listet Gartenarbeiten auf, die zu bestimmten Jahreszeiten anstehen und kann auch Laien schnell vermitteln, was im Garten aktuell oder zukünftig verrichtet werden muss. Er bietet auch für die vorausschauende Pflanzenzüchtung eine solide Grundlage. Sollen im nichtprofessionellen Gartenbau zu einer bestimmten Jahreszeit gewisse Pflanzen und Blumen blühen, so gibt der Gartenkalender Auskunft darüber, wann mit dem Setzen und der vorbereitenden Pflege begonnen werden muss.